# كيمو (برنامج محاكاة)
كيميو (بالإنجليزية: QEMU اختصاراً لعبارة Quick Emulator) هو مراقب أجهزة ظاهرية مستضاف حر ومفتوح المصدر يستخدم لمحاكاة العتاد.
يحاكي كيمو معالجات الحواسيب عبر الترجمة الثنائية، ويوفر مجموعة من نماذج الأجهزة التي تسمح له بتشغيل مجموعة من نظم التشغيل غير المعدلة كضيوف. كما يمكن استخدامه مع KVM لتشغيل الأجهزة الظاهرية بسرعة تنفيذ تقارب السرعة الأصلية (يتطلب هذا إضافات المحاكاة العتادية على أجهزة x86). يمكن أيضاً استخدام كيمو لمحاكاة وحدة معالجة مركزية لبرامج المستخدم، بحيث يسمح بتشغيل التطبيقات المترجمة للعمل على معمارية معينة على معمارية أخرى.

## الرخصة
كيميو برنامج حر متوفر تحت رخصة جنو العمومية (GPL) بشكل رئيسي.  هناك أجزاء مختلفة متاحة برخصة BSD أو رخصة غنو العمومية الصغرى (LGPL) أو رخص أخرى متوافقة مع GPL.

## روابط خارجية
- كيمو على موقع Open Hub (الإنجليزية)
- كيمو على موقع Free Software Directory (الإنجليزية)
- الموقع الرسمي
- Systems emulation with QEMU مقالة من قبل أم. توم جونز مطور الأعمال في آي بي إم
- QVM86 project page
- Debian on an emulated ARM machine
- Fedora ARM port emulation with QEMU
- The Wikibook "QEMU and KVM" (in German, or computer translated to English)
- QEMU on Windows
- QEMU Binaries for Windows
- Microblaze emulation with QEMU نسخة محفوظة 27 سبتمبر 2010 على موقع واي باك مشين.
- QEMU speed comparison
- UnifiedSessionsManager - An unofficial QEMU/KVM configuration file definition
- Couverture, a code coverage project based on QEMU